# Качковський Петро Еразмович
Петро́ Ера́змович Качко́вський (1863, за іншими даними 1865—1909, Київ) — лікар-хірург, доктор медицини.

## Життєпис
Народився 1863 (за іншими даними — 1865) року. 1890-го здобув медичну освіту — закінчив медичний факультет Університету св. Володимира.
Працював приват-доцентом хірургії Університету св. Володимира в Києві, викладав хірургічну діагностику з терапією — на базі лікарні для дітей із захворюваннями кісток та суглобів.
1908 року на Малій Володимирській вулиці відкрив власну хірургічну лікарню, яка була облаштована відповідно до вимог і досягнень того часу.

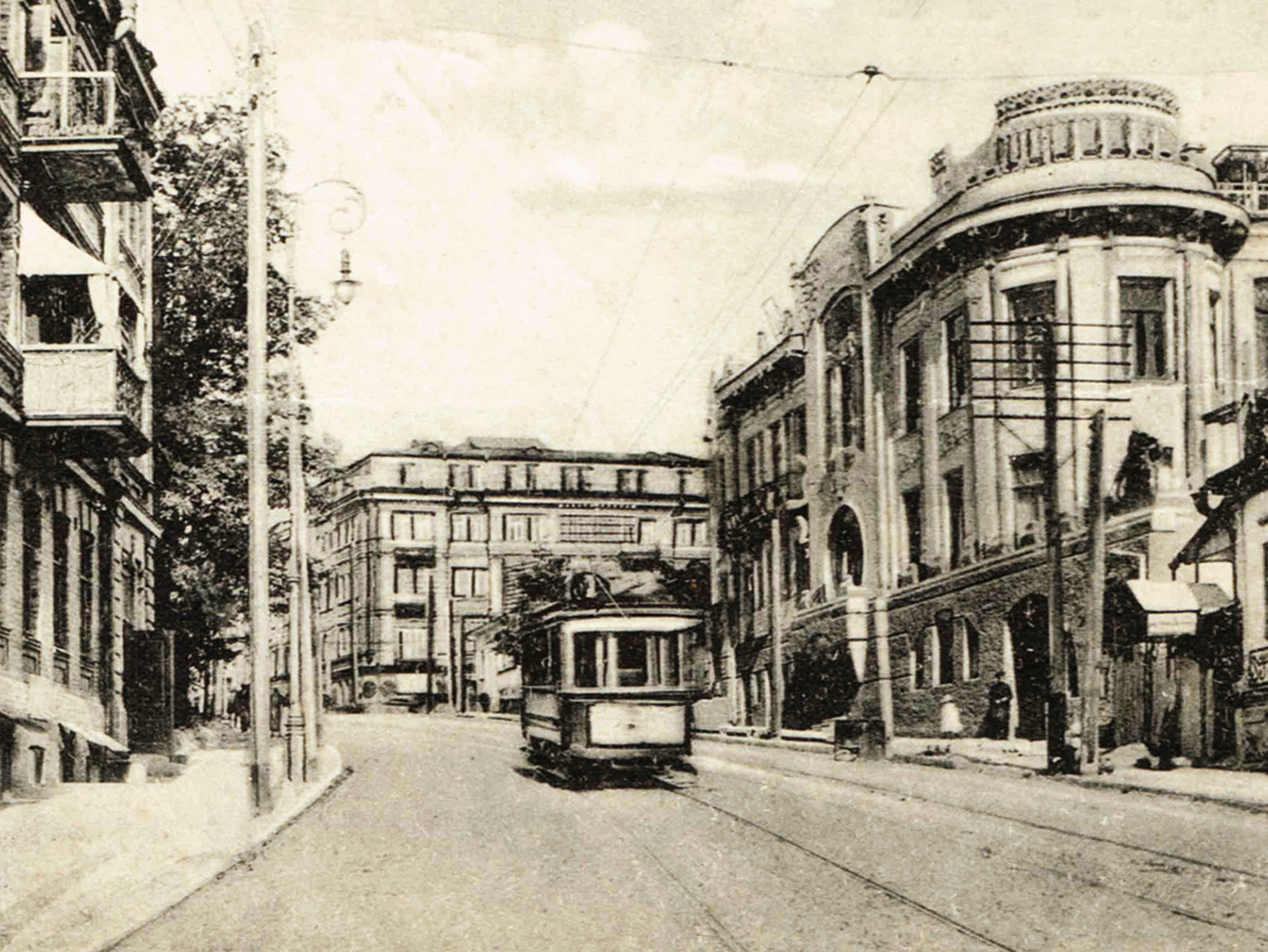
1911. Праворуч — клініка Качковського, що на той час належала Г. Маковському

Після його смерті у приміщенні лікарні була розташована хірургічна клініка Г. Маковського (1911 року у ній помер поранений терористом П. Столипін), по тому — офтальмологічна клініка, Інститути гігієни праці та професійних захворювань, загальної і комунальної гігієни, від 1998-го — штаб-квартира НРУ, тут також міститься Музей шістдесятництва.
Будівля колишньої клініки Качковського є пам'яткою архітектури стилю модерн (сецесія), споруджена за проєктом Ігнатія Ледоховського, фасад оздоблено скульптурами роботи Федора Соколова.

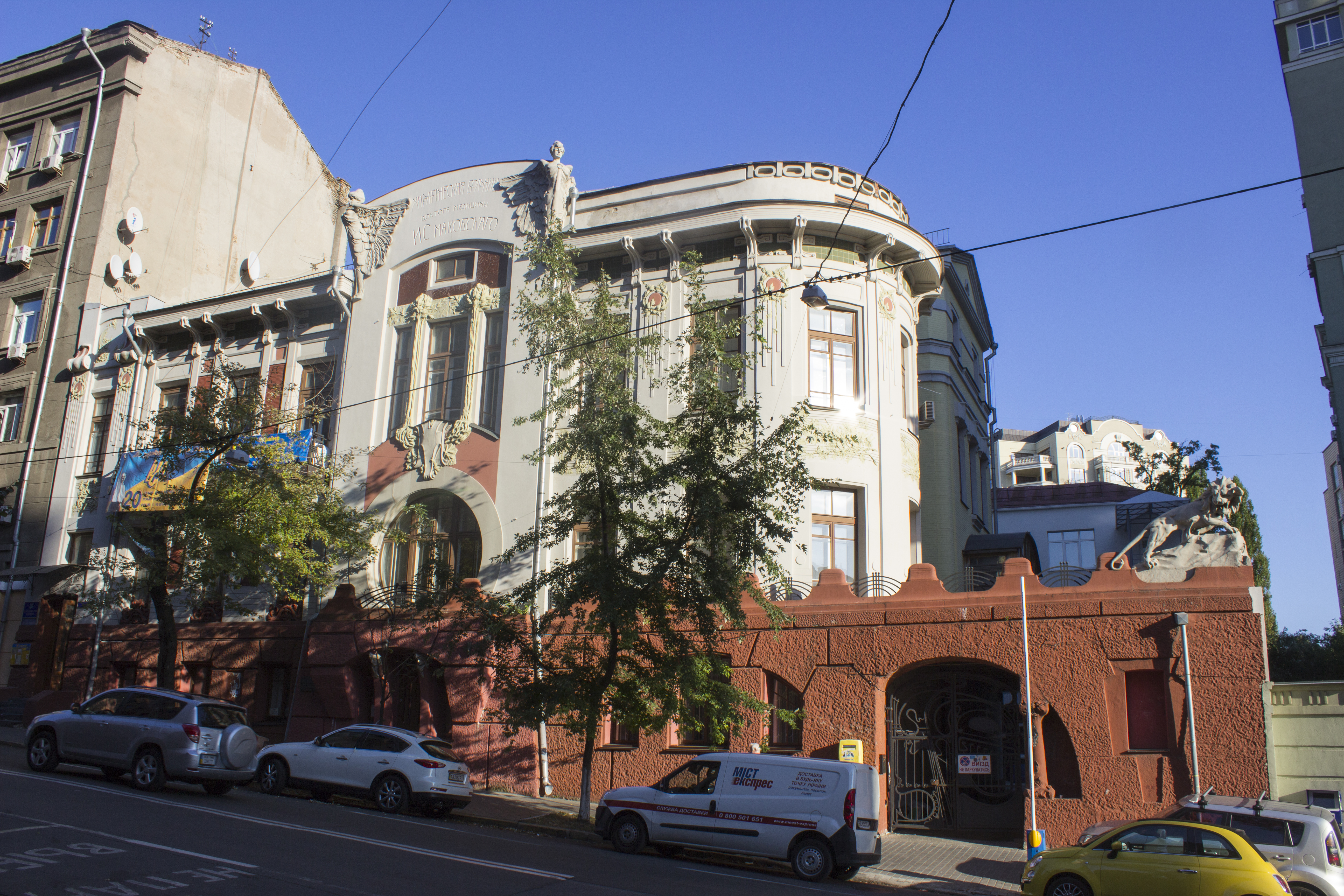
Будинок колишньої клініки Качковського. Сучасне фото

Лікував незаможних хворих та в'язнів, консультував у лікарні для чорноробів і хірургічного відділення Кирилівських богоугодних закладів, надавав безкоштовну допомогу дітям у благодійній амбулаторії.
Від 1893 року — член Товариства київських лікарів; член Київського товариства дитячих лікарів.
Серед робіт: «До питання про усікання кишки при невправній (вкритій виразками) грижі».
У квітні 1909 року ризикнув з підвищеною температурою провести операцію у в'язниці, повернувшись, відчув себе зовсім погано і зліг. Невдовзі потому помер.

Усипальня (склеп) братів Качковських. Стан на 2016 рік

Меморіальна таблиця на усипальні Качковських

Похований на Кирилівському кладовищі у склепі-усипальні поруч із молодшим братом Антоном (помер 1898 року).